# Callitris muelleri
Callitris muelleri es una especie de árbol de las coníferas en la familia Cupressaceae (familia de los cipreses), nativo de Nueva Gales del Sur, Australia.

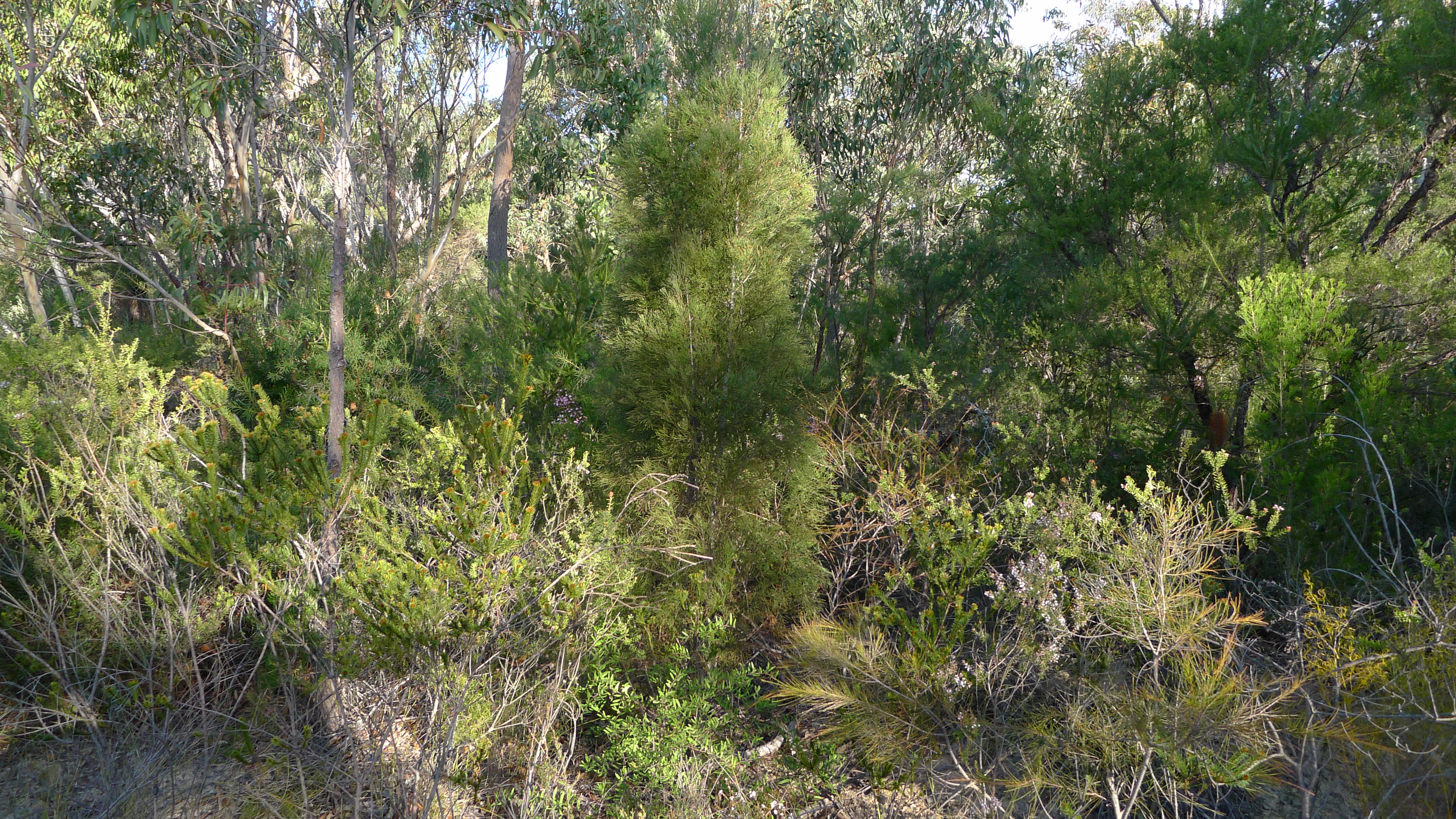
Vista de la planta

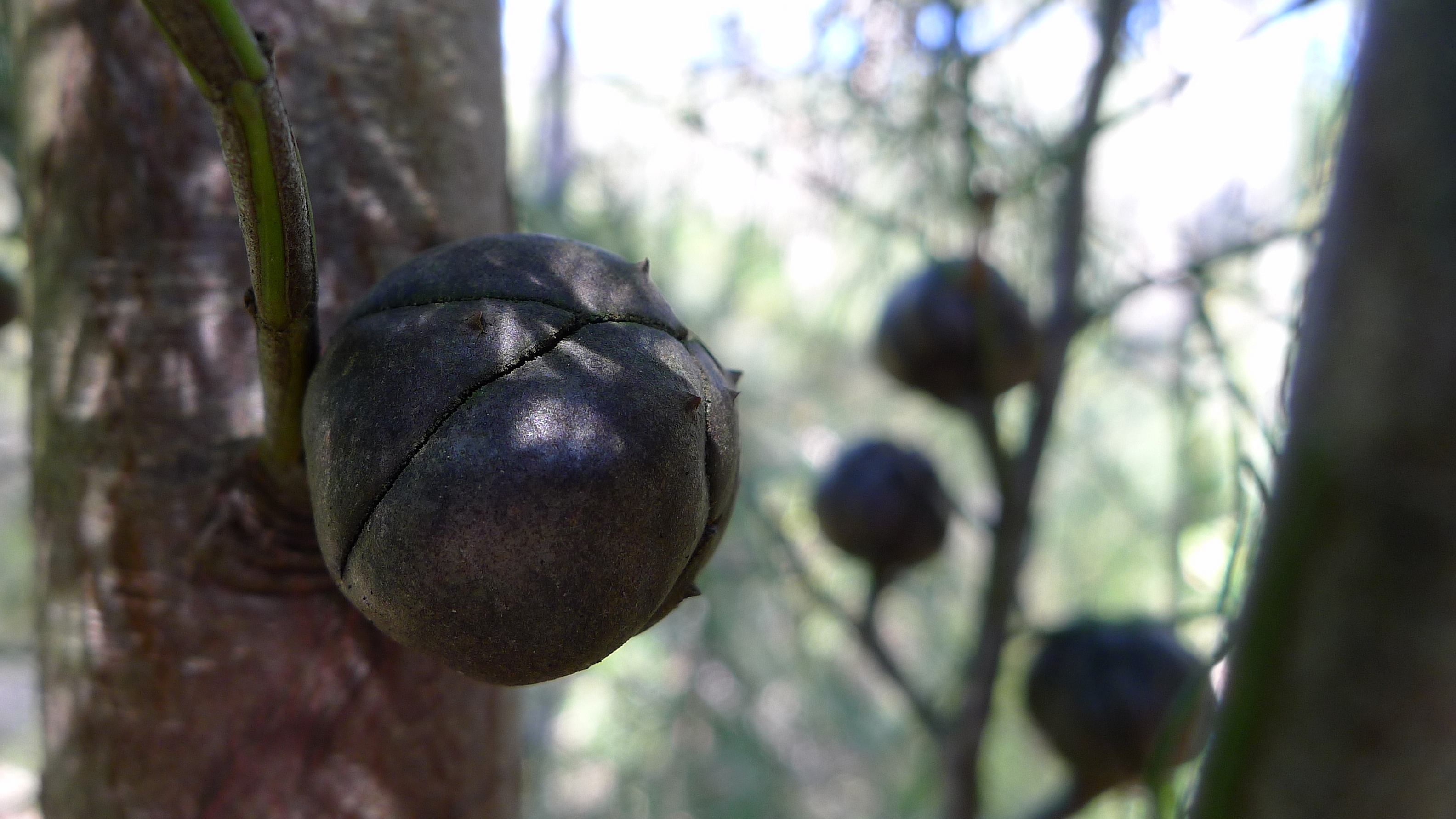
Fruto

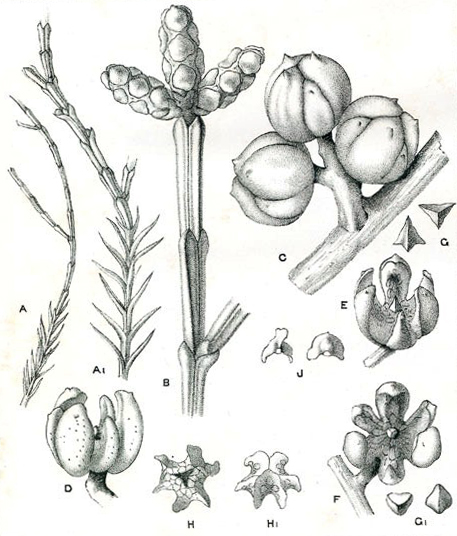
Ilustración

## Descripción
Es un pequeño árbol o arbusto con ramas erectas. Las hojas maduras de 5-10 mm. Los conos solitarios o varios juntos en ramillas fructíferas, permaneciendo en las ramas después de la madurez, generalmente deprimido -globosos, de 20-30 mm de diámetro. Las escamas del cono tienen un punto dorsal cerca del vértice; escamas alternativas más estrechas y que va estrechándose hacia el ápice y generalmente más cortas, mayores escalas más amplias y en ángulo por encima.

## Hábitat
Crece en lugares rocosos, sobre todo en las escarpas de arenisca en las cordilleras de la costa, desde el Monte Coricudgy al sur de Edén.

## Taxonomía
Callitris muelleri fue descrita por (Parl.) Benth. & Hook.f. ex F.Muell. y publicado en Systematic Census of Australian Plants ... 109. 1882.
Etimología
Callitris: nombre genérico que deriva de las palabras griegas: 
kallos que significa "hermosa" y treis = "tres""; a causa de la disposición simétrica de las hojas.
muelleri: epíteto otorgado en honor del botánico Ferdinand von Mueller.
 Sinonimia
- Frenela muelleri Parl.[5]